# Evelyn Seymour, XVII duca di Somerset
Evelyn Seymour (Colombo, 1º maggio 1882 – Londra, 26 aprile 1954) è stato un nobile britannico.

## Biografia

### I primi anni
Figlio di Edward Seymour, XVI duca di Somerset e di sua moglie Rowena Wall, Seymour nacque a Colombo, Ceylon. Tornò in Inghilterra e venne educato alla Blundell's School di Tiverton passando poi al Royal Military College di Sandhurst da cui uscì col rango di sottotenente nel gennaio del 1901, per poi essere destinato ai Royal Dublin Fusiliers.

### La carriera militare
Seymour prestò servizio nella Seconda guerra boera e ricevette la Queen's South Africa Medal con cinque barrette, corrispondenti ad altrettante battaglie da lui sostenute. Nel 1903 prese parte ad alcune operazioni militari nel Protettorato di Aden.
Nell'aprile del 1913, Seymour, allora ancora membro dei Royal Dublin Fusiliers, venne nominato ufficiale aiutante del 25th Cyclist Battalion del London Regiment, incarico che mantenne sino al 1916, prima di tornare nei Royal Dublin Fusiliers ed ottenere il comando del 10º battaglione. Nel dicembre del 1917, venne promosso tenente colonnello. Nel 1918, a guerra conclusa, ottenne il Distinguished Service Order e nel 1919 fu aiutante generale al War Office. Venne altresì nominato ufficiale dell'Ordine dell'Impero britannico e nel 1920 si ritirò definitivamente dal servizio attivo. Nel 1931 succedette a suo padre nel ducato di famiglia.
Durante la Seconda guerra mondiale, Somerset tornò ad arruolarsi nell'esercito inglese. Dal 1 novembre 1939 venne quindi nominato tenente colonnello del Devonshire Regiment, e venne quindi promosso al grado di colonnello dello Staff Generale.

### Vita civile
Somerset fu per molti anni membro del The Magic Circle, avendovi aderito nel 1907 quando aveva dato sfogo alla propria passione per la magia che sin da piccolo lo aveva interessato, studiando col famoso prestigiatore Ernest Noakes. Nel 1935 divenne presidente dell'organizzazione, dopo la morte del suo predecessore a tale carica, Lord Ampthill.
Il 12 maggio 1937, prese parte all'Incoronazione di Giorgio VI dove ebbe il compito di portare lo scettro con la croce destinato al nuovo sovrano.
Dopo il suo ritiro dal servizio attivo nell'esercito, il duca di Somerset fece ritorno a Maiden Bradley per occuparsi più attivamente delle sue residenze nel Wiltshire e nel Somerset.
Il 4 maggio 1942 venne nominato Lord luogotenente del Wiltshire, succedendo in tale carica a Sir Ernest Wills.
Il 19 marzo 1949, "per limiti di età", lasciò il suo incarico come colonnello onorario del Devon Regiment.
Nel 1950, venne nominato cavaliere del Venerabile Ordine di San Giovanni.
Fu inoltre membro dell'Army and Navy Club, del Naval & Military Club e del Marylebone Cricket Club.
Il duca di Somerset morì a Londra il 26 aprile 1954.

## Matrimonio e figli
A Londra, il 3 gennaio 1906, sposò Edith Mary Parker (m. Maiden Bradley, Wiltshire, 19 aprile 1962), figlia di William Parker, di Whittington Hall, Derbyshire, Inghilterra, e di sua moglie Lucinda Steeves, figlia di William Steeves. La coppia ebbe quattro figli: 
- Lord Francis William Seymour (28 dicembre 1906 – 14 maggio 1907)
- Lord Algernon Francis Edward Seymour (22 luglio 1908 – 14 febbraio 1911)
- Percy Hamilton Seymour, XVIII duca di Somerset(27 settembre 1910 – 15 novembre 1984)
- Lady Susan Mary Seymour (Crowborough, 26 aprile 1913 – 23 maggio 2004), nubile e senza eredi.